# Рудниково (Тверская область)
Ру́дниково — деревня в Торжокском районе Тверской области. Центр Рудниковского сельского поселения.
Находится в 24 км к западу от города Торжка.

## Население
| 1859 | 1884 | 1920 | 1997 | 2002 | 2010 |
| ---- | ---- | ---- | ---- | ---- | ---- |
| 283  | ↗330 | ↗352 | ↘305 | ↘216 | ↗225 |

## История
Во второй половине XIX — начале XX века деревня Рудниково относилась к Михайло-Архангельскому приходу Пречисто-Каменской волости Новоторжского уезда. В 1884 году — 61 двор, 330 жителей.
В 1940 году Рудниково в составе Мануйловского сельсовета Новоторжского района Калининской области.
В 1997 году — 98 хозяйств, 305 жителей. Администрация Рудниковского сельского округа, правление колхоза «Большевик», средняя школа, ДК, библиотека, медпункт, баня, пекарня, магазин.